# Powiat płocki

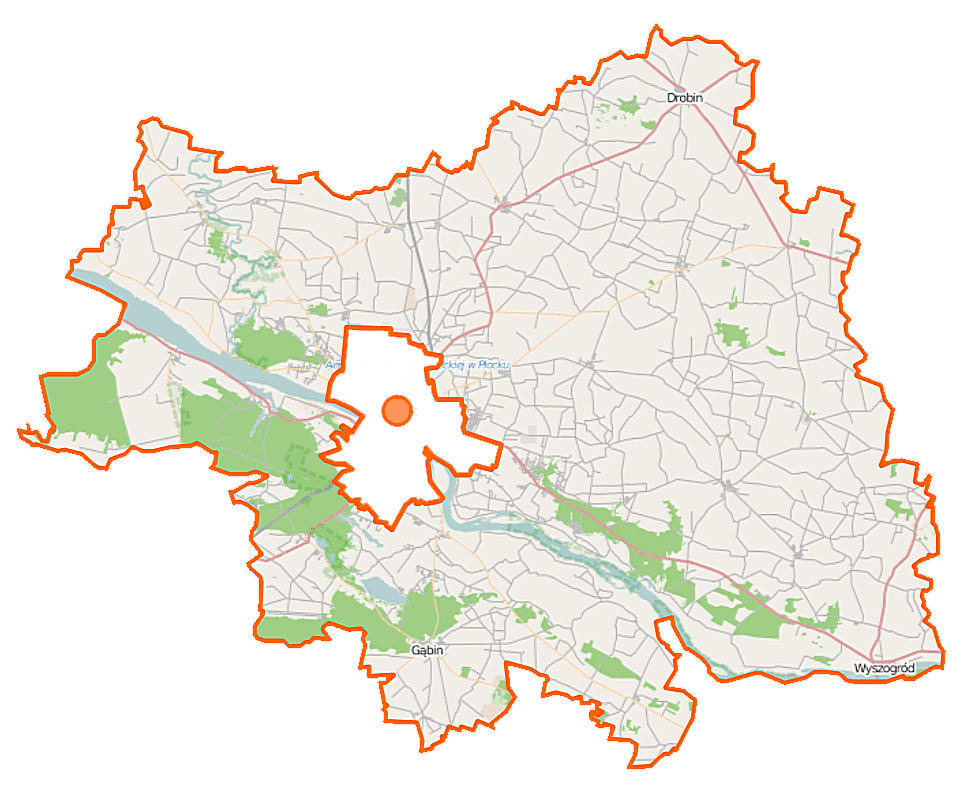
Mapa powiatu

Powiat płocki − powiat w Polsce (w zachodniej części województwa mazowieckiego), utworzony w 1999 roku w ramach reformy administracyjnej. Jego siedzibą jest miasto Płock, niewchodzące w skład powiatu.
W skład powiatu wchodzą:
- gminy miejsko-wiejskie: Bodzanów, Drobin, Gąbin, Wyszogród
- gminy wiejskie: Bielsk, Brudzeń Duży, Bulkowo, Łąck, Mała Wieś, Nowy Duninów, Radzanowo, Słubice, Słupno, Stara Biała, Staroźreby

Według danych z 31 grudnia 2019 roku powiat zamieszkiwały 110 952 osoby. Natomiast według danych z  30 czerwca 2020 roku powiat zamieszkiwało 110 927 osób.

## Miasta
W powiecie płockim położone są cztery miasta:
 Bodzanów 
(prawa miejskie: 1351−1869; 2023)
 Drobin (prawa miejskie: 1511−1869; 1994)
 Gąbin (1322)
 Wyszogród (1398)
| Miasto    | Ludność | Powierzchnia (km²) | Ludność na 1 km² |
| --------- | ------- | ------------------ | ---------------- |
| Drobin    | 2980    | 9,64               | 309              |
| Gąbin     | 4137    | 28,16              | 147              |
| Wyszogród | 2772    | 13,87              | 200              |

Na terenie powiatu znajdują się również dwie wsie posiadające niegdyś prawa miejskie:
 Bielsk (1375−1869)
 Słubice (1406−?)
| Wieś    | Ludność |
| ------- | ------- |
| Bielsk  | 2600    |
| Słubice | 2155    |

## Demografia

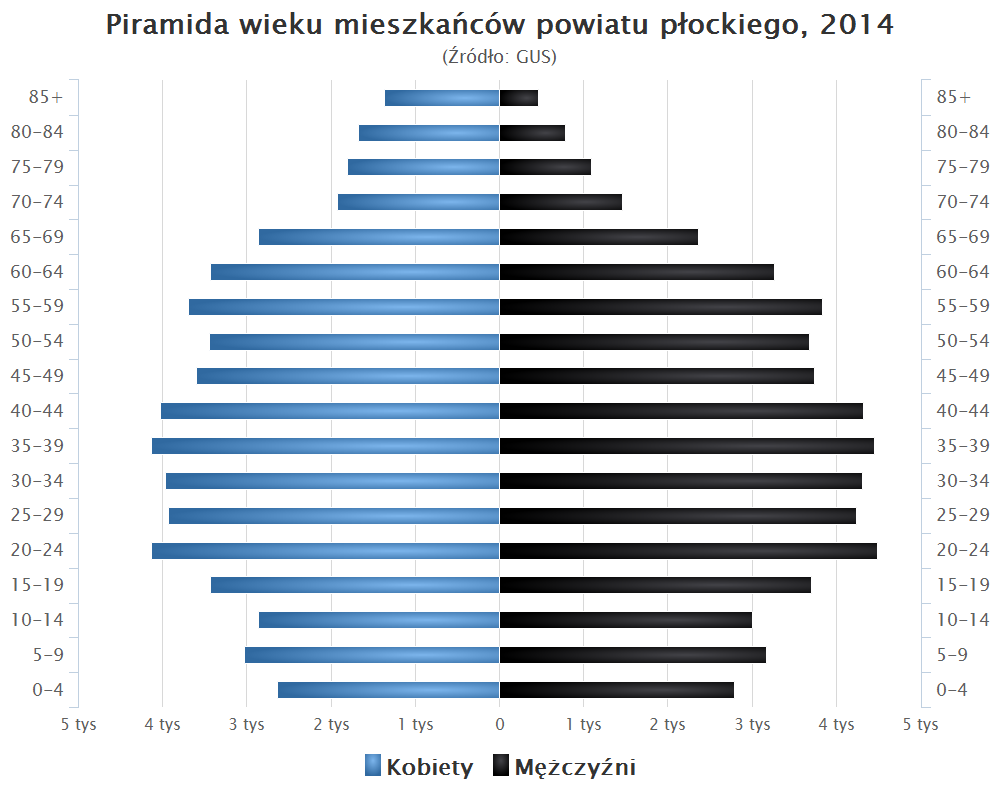
Piramida wieku mieszkańców powiatu płockiego w 2014 roku

Liczba ludności (dane z 30 czerwca 2005):
|        | Ogółem  | Ogółem | Kobiety | Kobiety | Mężczyźni | Mężczyźni |
| osób   | %       | osób   | %       | osób    | %         |           |
| ------ | ------- | ------ | ------- | ------- | --------- | --------- |
| Ogółem | 106 067 | 100    | 53 389  | 50,34   | 52 678    | 49,66     |
| Miasto | 9925    | 9,36   | 5169    | 4,87    | 4756      | 4,48      |
| Wieś   | 96 142  | 90,64  | 48 220  | 45,46   | 47 922    | 45,18     |

▶Wieś vs ▶miasto
Ogółem (▶k, ▶m)
Miasto (▶k, ▶m)
Wieś (▶k, ▶m)

## Sąsiednie powiaty
- Płock (miasto na prawach powiatu)
- powiat sierpecki
- powiat płoński
- powiat sochaczewski
- powiat gostyniński
- powiat włocławski (kujawsko-pomorskie)
- powiat lipnowski (kujawsko-pomorskie)